# Aphanistes gliscens
Aphanistes gliscens är en stekelart som först beskrevs av Hartig 1838.  Aphanistes gliscens ingår i släktet Aphanistes och familjen brokparasitsteklar. Arten är reproducerande i Sverige. Inga underarter finns listade i Catalogue of Life.